# Felipe Avenatti
Felipe Avenatti, vollständiger Name Felipe Nicolás Avenatti Dovillabichus, (* 26. April 1993 in Montevideo) ist ein uruguayisch-italienischer Fußballspieler.

## Karriere

### Verein
Der 1,96 Meter große Offensivakteur Avenatti lebte seit seiner Geburt als Einzelkind im montevideanischen Parque Batlle. Der Sohn der alleinerziehenden Gynäkologin und Endokrinologin Dr. Alejandra Dovillabichus besuchte das Liceo und begann ein Wirtschaftsprüfer-Studium an der Universidad ORT Uruguay, dass er jedoch nach einem Jahr für die Karriere als Profifußballspieler aufgab. Der Vater Avenattis, ein ehemaliger Restaurantbesitzer, lebt in Rivera und betreibt eine Konditorei im angrenzenden brasilianischen Santana do Livramento. Der Großvater Avenattis war Basketballspieler in der Ersten Mannschaft von Nacional Montevideo. Avenatti, der in seiner Kindheit selbst ebenfalls kurzzeitig für ein Jahr dem Basketballsport bei Miramar nachging, spielte seit seinem vierten Lebensjahr im Baby fútbol beim im Barrio ansässigen Verein Unión Vecinal. Im Alter von zwölf Jahren wechselte er sodann in die Nachwuchsabteilung von River Plate Montevideo. Er durchlief die Jugendteams bis zur Cuarta División. Von dort wurde er erstmals in die Mannschaft der Primera División beordert und gehörte dann seit der Clausura 2012 dem Kader von River Plate Montevideo in der Primera División an. In der genannten Halbserie debütierte er dort im Februar 2012 unter Trainer Guillermo Almada in der Partie gegen Nacional Montevideo, bestritt insgesamt fünf Spiele und erzielte einen Treffer. Begleitend wurde er auch in der in der Tercera División (U-23) antretenden Nachwuchsmannschaft eingesetzt.
In der Saison 2012/13 kam er 29-mal zum Einsatz und lag mit elf erzielten Treffern am Saisonende an sechster Position der Torschützenliste. In der Spielzeit 2013/14 stand er bei Ternana Calcio unter Vertrag, nachdem zunächst ein Transfer zu Cagliari Calcio vermeldet wurde. Bei Ternana Calcio unterschrieb Avenatti einen Vierjahresvertrag mit Gültigkeit bis 30. Juni 2017. Bei den Italienern debütierte er am 24. August 2013 in der Partie des 1. Spieltags der Saison 2013/14, als er in der Startelf gegen Carpi stand. In der Saison 2013/14 absolvierte er 25 Spiele (zwei Tore) für den Zweitligisten. In der Spielzeit 2014/15 wurde er in der Liga 37-mal eingesetzt und erzielte zehn Tore. Auch bestritt er zwei Pokalspiele (zwei Tore). Für die Saison 2015/16 stehen 35 Ligaeinsätze (fünf Tore) und zwei Begegnungen der Coppa Italia (ein Tor) zu Buche. In der Saison 2016/17 erzielte er zwölf Treffer in 40 Ligaspielen.
Im Sommer 2017 wechselte Avenatti zu, FC Bologna und wurde 2018 an den KV Kortrijk verliehen. Mit Beginn der Saison 2019/20 wechselte er innerhalb Belgiens zu Standard Lüttich. Ende Januar 2021 wurde er an den Ligakonkurrenten Royal Antwerpen für den Rest der Saison mit anschließender Kaufoption ausgeliehen. Avenatti bestritt für Antwerpen 4 von 16 möglichen Ligaspielen, wobei er immer gegen Ende des Spiels eingewechselt wurde, sowie zwei Pokalspiele mit längerer Spieldauer. Antwerpen zog die Kaufoption nicht. Anfang Juli 2021 wurde Avenatti für die Saison 2021/22 an den Aufsteiger in die Division 1A Royale Union Saint-Gilloise wiederum mit Kaufoption ausgeliehen. Doch schon in der Winterpause kehrte er zurück, nachdem er für Union 14 von 21 möglichen Ligaspielen (meist nur Kurzzeiteinsätze) und zwei Pokalspielen mit einem Tor bestritten hatte. Einen Tag später wurde er für den Rest der Saison an K Beerschot VA verliehen. Bis zum Ende der Hauptrunde, nach der Beerschot aus der Division 1A abstieg, bestritt er 9 von 14 möglichen Ligaspielen für den Verein, bei denen er ein Tor schoss.
Zur Saison 2022/23 gehörte Avenatti wieder kurz zum Kader von Standard. Ohne dass er für Standard ein Spiel bestritten hatte, wechselte er Mitte August fest zurück zu seinem ehemaligen Verein KV Kortrijk. Er unterschrieb dort einen Vertrag mit einer Laufzeit von zwei Jahren. In seiner ersten Saison bestritt er 28 von 30 möglichen Ligaspielen für Kortrijk, in denen sieben Tore schoss, sowie drei Pokalspiele mit einem geschossenen Tor. Nach Ablauf seines Vertrags wechselte er zu Peñarol Montevideo.

### Nationalmannschaft
Avenatti gehörte der U-20-Auswahl Uruguays an. Dort debütierte er unter Trainer Juan Verzeri am 5. September 2012 im mit 2:0 gewonnenen Freundschaftsländerspiel gegen Paraguay. Er nahm mit der uruguayischen U-20-Auswahl an der U-20-Fußball-Weltmeisterschaft 2013 in der Türkei teil und wurde Vize-Weltmeister. Im Verlaufe des Turniers bestritt er fünf Partien und erzielte ein Tor. Insgesamt absolvierte er 15 U-20-Länderspiele, in denen er zwei Tore erzielte.

## Erfolge
- U-20-Vizeweltmeister 2013